# バアル・ヘルモン
バアル・ヘルモン（ヘブライ語: בַּעַל חֶרְמוֹן）とは、旧約聖書に現れる地名である。

## 概要
バアルとヘルモン山につながりの深い語である。『士師記』(3.3)においては山の名前として現われ、ヘルモン山と同一視される。『歴代誌上』(5.23)においては、「ヘルモン山」および、このアモリ人による呼称とされるセニルと並列で現われる地名であり、「ヘルモン山の主(バアル)」への信仰につながりの深い場所だと考えられているものの、この場所が現在のどこにあたるかには一致した見解がない。『歴代誌』の該当部分では、ヨルダン川東のマナセの半部族の居住地とされ、これらの家系の長の名前と、この半部族が戒律に背いて、ヤハウェがかつて滅ぼした民の神々を拝んだことを伝える。
『ヨシュア記』(11.16、13.5)では、ヘルモン山のふもとのレバノンの谷の地名であるバアル・ガドが、マナセ半部族らへの土地の割り当てのくだりにも現われる。このため、歴代誌の地名としての「バアル・ヘルモン」を「ヘルモン山のバアル・ガド」の誤伝とする説もある。バアル・ガドはヨルダン川源流のいくつかの地名に比定される。その一つにヘレニズム期にはパーン神信仰と結び付けられるパネアスの泉の神殿をもち、ローマ帝国支配下ではカエサレア・ピリピ、アラブ人にバーニヤースと呼ばれた遺跡がある。